# Yed Prior
Yed Prior eller Delta Ophiuchi (δ Ophiuchi , förkortat Delta Oph, δ Oph) som är stjärnans Bayerbeteckning, är en optisk dubbelstjärna belägen i den västra delen av stjärnbilden Ormbäraren. Den har en skenbar magnitud på 2,75 och är klart synlig för blotta ögat. Baserat på parallaxmätning inom Hipparcosuppdraget på ca 19,0 mas, beräknas den befinna sig på ett avstånd av ca 171 ljusår (52 parsek) från solen.

## Nomenklatur
Delta Ophiuchi har det traditionella namnet Yed Prior. Yed kommer från det arabiska yad som betyder "handen". Tillsammans med Epsilon Ophiuchi utgör den vänsterhanden av Ophiuchus (ormbäraren) som håller ormens huvud (Serpens Caput). Delta Ophiuchi är Yed Prior eftersom den leder Epsilon Ophiuchi över himlen. År 2016 organiserade Internationella astronomiska unionen en arbetsgrupp för stjärnnamn (WGSN) med uppgift att katalogisera och standardisera riktiga namn för stjärnor. WGSN fastställde namnet Yed Prior för denna stjärna den 5 oktober 2016, som nu är inskrivet i IAU:s Catalog of Star Names.
Yed Prior är en medlem av den arabiska asterismen al-Nasaq al-Yamānī, den "sydliga linjen" av al-Nasaqān, "Två linjer" tillsammans med Alpha Serpentis, Delta Serpentis, Epsilon Serpentis, Epsilon Ophiuchi, Zeta Ophiuchi och Gamma Ophiuchi. 

## Egenskaper
Yed Prior är en röd jättestjärna av spektralklass M0.5 III, som anger att den har genomgått en expansion av dess yttre skikt efter att ha förbrukat förrådet av väte i kärnan. Den har en massa som är 1,5 gånger solens massa och en uppskattad radie som ca 59 gånger större än solens. Den utsänder från dess fotosfär 13 gånger mera energi än solen vid en effektiv temperatur på ca 3 680 K. 
Yed Prior är listad som en misstänkt variabel stjärna som kan förändras med 0,03 i skenbar magnitud. Den har en låg prognoserad rotationshastighet på 7,0 km/s, vilket ger ett minimivärde för azimuthalhastigheten längs stjärnans ekvator. De överskott av andra ämnen än väte och helium, vilka astronomer betecknar som stjärnans metallicitet, är mer än dubbelt så stora som i solens fotosfär.
Yed Prior har en hög optisk linjär polarisering, som ökar från röda till blåa våglängder och visar viss variation, detta har tillskrivits antingen en asymmetrisk fördelning av stoft i ett utstött skikt kring stjärnan eller närvaron av fotometriska hotspots.